# Luke Kleintank
Luke Kleintank, né le 18 mai 1990 à Cincinnati, dans l'Ohio, est un acteur américain.
Il est surtout connu pour ses rôles de séries télévisées tels que Noah Newman dans Les Feux de l'amour (2010-2011), Finn Abernathy dans Bones (2011-2014), Travis Hobbs dans Pretty Little Liars (2013-2014), Joe Blake dans Le Maître du Haut Château (2015-2018) et l'agent Scott Forrester dans FBI: International (2021-2024).

## Biographie
Né à Cincinnati, dans l'Ohio, Luke et sa famille emménagent à Guadalajara au Mexique, alors qu'il a deux ans. Il a une sœur Ruth Kleintank. Il effectue ses années de formation à Stevensville, dans le Maryland, où il vit pendant douze ans.
Il apprécie le rafting et aime chanter, danser et écrire de la musique. Il est également intéressé par le géocaching.
La mère de Luke l'introduit au métier d'acteur alors qu'il a cinq ans. « Elle m'a lancé dans ma première pièce, Carnival. Réalisé une partie pour moi », raconte-t-il. « C'est là que j'ai su que je voulais être acteur ». Il commence à participer, durant ses études secondaires, à des pièces, au théâtre communautaire et à plusieurs mises en scène.

### Carrière
Il poursuit sa carrière d'acteur à New York. Il fait ses débuts en télévision dans le rôle de Greg, dans un épisode de New York, unité spéciale en 2009. En 2010, il joue Elliot Leichter, un rôle récurrent dans Gossip Girl, le petit ami d'Eric van der Woodsen. Il décroche son premier rôle de jour la même année, incarnant Noah Newman dans Les Feux de l'Amour à partir du 21 septembre 2010; cependant, il quitte le rôle après moins de six mois.
En 2011, il rejoint la distribution récurrente de la série Bones de la Fox, incarnant Finn Abernathy. Il apparaît également à plusieurs reprises dans la série The Good Wife de CBS. Par la suite, en 2013, il incarne le personnage récurrent Travis dans la série Pretty Little Liars de ABC Family.
Entre 2015 et 2018, Luke incarne le rôle de Joe Blake, un espion au service du Troisième Reich dans la websérie The Man in the High Castle, lancée en 2015 par Amazon donc diffusée depuis sur Prime Video.
En 2019, il joue dans le film Midway réalisé par Roland Emmerich, centré sur la bataille de Midway lors de la Seconde Guerre mondiale. Le film met en vedette Ed Skrein, Patrick Wilson, Luke Evans, Aaron Eckhart, Nick Jonas, Mandy Moore, Dennis Quaid, Tadanobu Asano, Darren Criss et Woody Harrelson.
En 2021, il devient le héros de la troisième série de la franchise FBI de Dick Wolf. Intitulée FBI: International, elle met notamment en vedette Heida Reed, Carter Redwood, Vinessa Vidotto et Christiane Paul. Le lancement de la nouvelle série débute lors d'un crossover géant avec FBI et FBI: Most Wanted diffusée le 21 septembre 2021 sur le réseau CBS,.
Le 23 avril 2024, il annonce son départ de FBI: International, après trois saisons passées dans la série.

### Vie personnelle
En décembre 2018, il s'est fiancé à Christina Vignaud, fille du diplomate argentin Juan Carlos Vignaud.

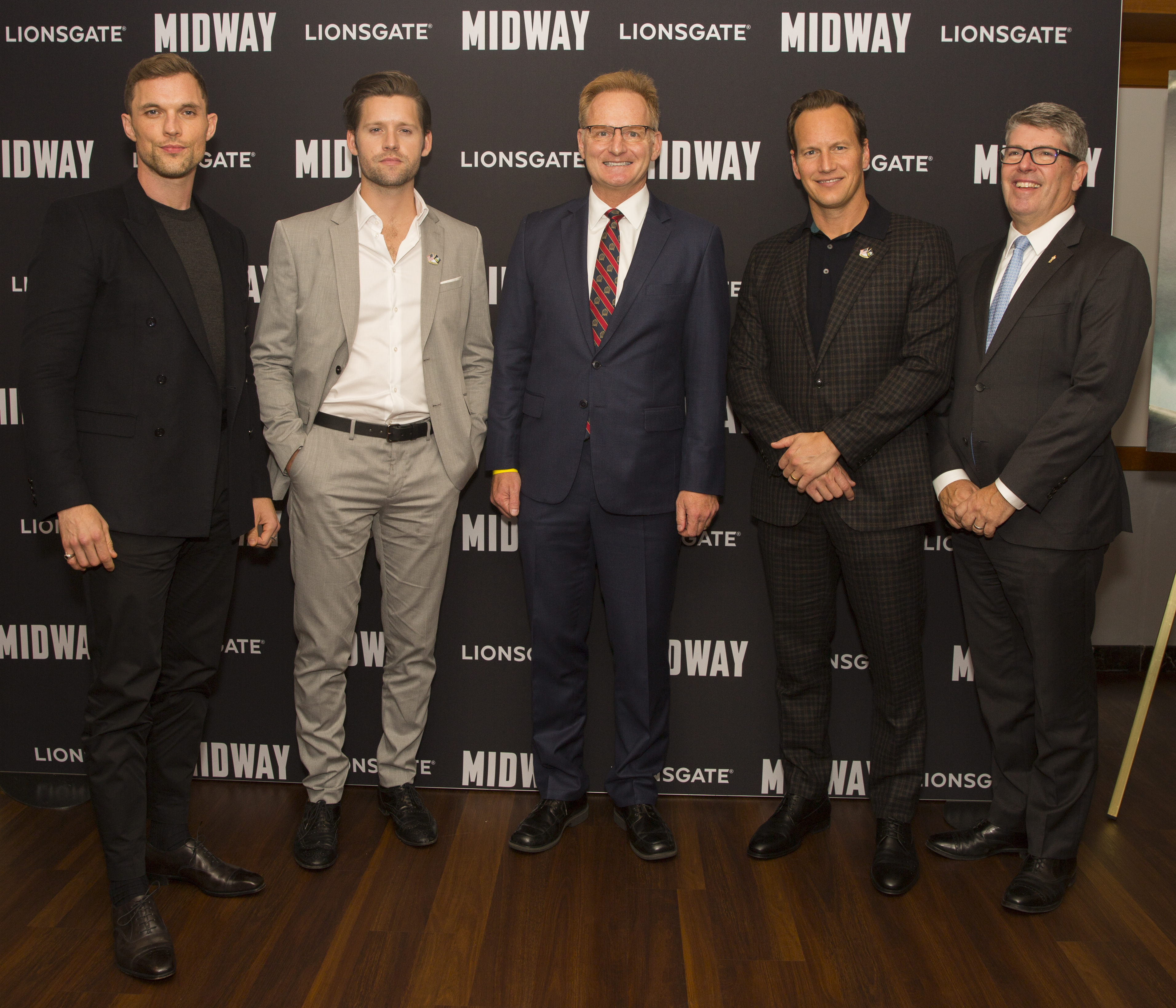
Luke Kleintank à l'avant-première du film Midway tenu au US Navy Memorial à Washington aux côtés du sous-secrétaire à la Marine, Thomas B. Modly, l'acteur Patrick Wilson, Ed Skrein et le contre-amiral Frank Thorp.

## Filmographie

### Cinéma
- 2014 : Haunted de Victor Salva : Nick Di Santo
- 2014 : La Force de l'espoir (1000 to 1: The Cory Weissman Story) de Michael Levine : Brendan "Pops" Trelease
- 2014 : Sacrifice de Michael Cohn : Hank
- 2014 : Phantom Halo d'Antonia Bogdanovich : Beckett Emerson
- 2015 : Max de Boaz Yakin : Tyler Harne
- 2019 : Night Shift: Patrouille de nuit (Crown Vic) de Joel Souza : Nick Holland
- 2019 : Midway de Roland Emmerich : le lieutenant Clarence Earle Dickinson
- 2019 : Le Chardonneret (The Goldfinch) de John Crowley : Platt Barbour adulte
- 2022 : The Good Neighbor de Stephan Rick : David[8]
- 2022 : Sleep No More d'Antonia Bogdanovich : Beckett Emerson

### Télévision
- 2009 : New York, unité spéciale : Greg (1 épisode)
- 2009 : Mercy Hospital : Josh
- 2010-2011 : Gossip Girl : Elliot Leichter (6 épisodes)
- 2010-2011 : Les Feux de l'amour : Noah Newman (17 épisodes)
- 2010 : Parenthood : Howard (2 épisodes)
- 2011 : Super Hero Family : Chris Minor (8 épisodes)
- 2011 : Greek : Rylan (1 épisode)
- 2011 : Los Angeles, police judiciaire : Jesse Beckman (1 épisode)
- 2011-2014 : Bones : Finn Abernathy (8 épisodes)
- 2011 : Les Experts : Miami : Tom Granger (1 épisode)
- 2012 : The Good Wife : Connor (1 épisode)
- 2013-2015 : Person of Interest : Calep Phipps (3 épisodes)
- 2013 : Les Experts : Jake/Usher (2 épisodes)
- 2013-2014 : Pretty Little Liars : Travis (9 épisodes)
- 2015-2018 : Le Maître du Haut Château : Joe Blake (26 épisodes)
- 2021-2024 : FBI: International : agent spécial du FBI, Scott Forrester (rôle principal - 43 épisodes)
- 2023 : FBI : agent spécial du FBI, Scott Forrester (saison 5, épisode 17)
- 2023 : FBI: Most Wanted : agent spécial du FBI, Scott Forrester (saison 4, épisode 16)